# Maarten den Bakker
Maarten Jan den Bakker (Abbenbroek, 26 januari 1969) is een voormalig Nederlands wielrenner. Den Bakker was beroepsrenner tussen 1990 en 2008. In 1996 en 1999 werd hij Nederlands kampioen op de weg. Na zijn actieve loopbaan werd Den Bakker ploegleider.

## Biografie
Hij werd in 1989 nationaal kampioen bij de amateurs en kreeg mede daarom het daaropvolgende jaar een profcontract bij PDM.
Later zou Den Bakker voor TVM rijden. Tussen 1998 en 2005 kwam hij uit voor Rabobank. In 1998 en 1999 behaalde Maarten mooie resultaten in de Waalse klassiekers en in de Amstel Gold Race.
In 1996 en 1999 werd Den Bakker nationaal kampioen op de weg, in 2003 in het tijdrijden.
Na een jaar bij Team Milram was Den Bakker sinds 2007, samen met Aart Vierhouten, wegkapitein bij Skil-Shimano. Den Bakker was een hardrijder die redelijk mee kon komen in de bergen, maar zelden won. Op zijn palmares staan etappes in de Ronde van Luxemburg, de Ronde van de Toekomst, de Ronde van Nederland en de Ronde van Oostenrijk, alsmede de Ronde van Midden-Zeeland.
Hij nam negen maal deel aan de Ronde van Frankrijk. Daarnaast nam Den Bakker ook enkele malen deel aan de Ronde van Spanje.
Op 4 september 2008 maakte hij bekend te stoppen als wielrenner. Hij had al eerder besloten om te stoppen maar dan het eind van 2008. Het werd eerder omdat hij geen uitdaging meer zag.

## Belangrijkste resultaten
| 2008 - 1e - 1e etappe deel B Brixia Tour (ploegentijdrit) 2007 - 1e - Profronde van Friesland - 3e - Nederlands kampioenschap wielrennen - 7e - Nationale Sluitingsprijs - 10e - Ronde van België 2005 - 1e - etappe 3 Ronde van Oostenrijk - 4e - Schaal Sels 2004 - 8e - Kuurne-Brussel-Kuurne 2003 - 1e - etappe 4 Uniqa Classic - 1e - Nederlands kampioenschap tijdrijden - 5e - Ronde van Midden-Zeeland - 6e - Ronde van België 2001 - 7e Omloop Het Volk - 8e - Ronde van Nederland 2000 - 3e - Nederlands kampioenschap tijdrijden - 5e - Nederlands kampioenschap wielrennen - 5e - Driedaagse van De Panne - 6e - Rund um den Henninger-Turm - 7e - GP Ouest France-Plouay - 8e - Luik-Bastenaken-Luik 1999 - 1e - Nederlands kampioenschap wielrennen - 1e - Profronde van Almelo - 1e - etappe 6 Ronde van Nederland - 2e - Waalse Pijl - 3e - Luik-Bastenaken-Luik - 4e - Amstel Gold Race - 6e - Parijs-Nice - 6e - Ronde van Midden-Zeeland - 6e - Milaan-Vignola - 8e - Ronde van Nederland - 8e - Driedaagse van De Panne - 9e - Dwars door Vlaanderen | 1998 - 1e - etappe 2 GP Wilhelm Tell - 2e - Amstel Gold Race - 2e - etappe 19 Ronde van Frankrijk - 3e - Omloop Mandel-Leie-Schelde - 3e - Parijs-Bourges - 4e - Waalse Pijl - 4e - GP van Wallonië - 9e - Luik-Bastenaken-Luik - 10e - Ronde van Nederland 1997 - 1e - etappe 3 Wien - Rabenstein - Gresten - Wien - 2e - Brabantse Pijl - 4e - GP van Wallonië - 4e - Memorial Rik Van Steenbergen - 6e - Route du Sud - 7e - Kampioenschap van Zürich 1996 - 1e - etappe 5 Ruta del Sol - 1e - Nederlands kampioenschap wielrennen - 4e - Brabantse Pijl - 8e - Ronde van Nederland - 10e -Ruta del Sol 1995 - 2e - GP van Wallonië - 3e - Nederlands kampioenschap wielrennen - 5e - Kampioenschap van Zürich - 8e - Ronde van Nederland - 10e - Luik-Bastenaken-Luik 1994 - 1e - Nationale Sluitingsprijs - 1e - Ronde van Midden-Zeeland - 2e - Brabantse Pijl - 9e - Ruta del Sol - 10e - Ronde van Lombardije 1993 - 1e - etappe 4 Ronde van Luxemburg - 2e - Ronde van Luxemburg - 2e - Veenendaal-Veenendaal - 4e - Nederlands kampioenschap wielrennen 1989 - 1e - Omloop van de Braakman |

## Resultaten in voornaamste wedstrijden
| Jaar | Ronde van Italië | Ronde van Frankrijk | Ronde van Spanje |
| ---- | ---------------- | ------------------- | ---------------- |
| 1990 |                  |                     |                  |
| 1991 |                  |                     |                  |
| 1992 |                  | 92e                 |                  |
| 1993 |                  | 91e                 | 71e              |
| 1994 |                  |                     | opgave           |
| 1995 |                  | 52e                 |                  |
| 1996 |                  | 64e                 | 40e              |
| 1997 |                  | 64e                 |                  |
| 1998 |                  | 33e                 |                  |
| 1999 |                  | 84e                 |                  |
| 2000 |                  | 49e                 |                  |
| 2001 |                  | 75e                 |                  |
| 2003 |                  |                     |                  |
| 2004 |                  |                     | 84e              |
| 2005 |                  |                     |                  |
| 2006 |                  |                     |                  |
| 2007 |                  |                     |                  |
| 2008 |                  |                     |                  |

| Jaar | Milaan-San Remo | Gent-Wevelgem | Ronde van Vlaanderen | Parijs-Roubaix | Amstel Gold Race | Luik-Bast.‑Luik | Ronde van Lombardije | Waalse Pijl | Parijs-Tours | Brabantse Pijl |  | WK op de weg |  | Wereldranglijsten |
| ---- | --------------- | ------------- | -------------------- | -------------- | ---------------- | --------------- | -------------------- | ----------- | ------------ | -------------- |  | ------------ |  | ----------------- |
| 1990 |                 |               |                      |                |                  |                 | 82e                  | 39e         |              |                |  |              |  |                   |
| 1991 | 89e             |               |                      | 93e            | 50e              | 77e             |                      |             |              |                |  |              |  |                   |
| 1992 | 112e            |               | 115e                 | 48e            | 39e              |                 | 52e                  |             |              |                |  |              |  |                   |
| 1993 | 117e            |               | 37e                  |                | 54e              | 62e             | 40e                  | 84e         | 116e         |                |  |              |  |                   |
| 1994 | 90e             | 82e           | 42e                  |                | 27e              |                 | 10e                  | opgave      | 42e          | Zilver         |  |              |  |                   |
| 1995 | 56e             |               | 18e                  |                | 19e              | 10e             | 28e                  | 12e         | 72e          | 10e            |  |              |  |                   |
| 1996 | 58e             |               | 53e                  |                | 57e              | 48e             | 22e                  | 17e         | 47e          | 4e             |  | 44e          |  |                   |
| 1997 | 41e             |               | 32e                  |                | 30e              | 43e             |                      | 17e         |              | ↑              |  |              |  |                   |
| 1998 | 55e             |               | 18e                  |                | ↑                | 9e              | 30e                  | 4e          | 62e          |                |  | 24e          |  |                   |
| 1999 | 61e             |               | 18e                  |                | 4e               | ↑               |                      | ↑           | 27e          | 9e             |  | 19e          |  | 13e (UWB)         |
| 2000 | 62e             |               | 35e                  |                | 24e              | 8e              | 47e                  | 43e         | 56e          | 13e            |  | 60e          |  |                   |
| 2001 | 133e            |               | 66e                  |                | 23e              | 56e             |                      |             | 74e          | 18e            |  | 90e          |  | 43e (UWB)         |
| 2003 |                 |               |                      |                |                  |                 | 26e                  |             | 51e          | 74e            |  | 25e          |  |                   |
| 2004 | 90e             |               | 65e                  | 58e            |                  |                 |                      |             |              | 21e            |  |              |  |                   |
| 2005 | 72e             |               | 83e                  |                | 85e              | 60e             |                      |             |              | 18e            |  |              |  |                   |
| 2006 |                 | 56e           |                      |                |                  |                 |                      |             |              |                |  |              |  |                   |
| 2007 |                 | 36e           |                      |                |                  |                 |                      |             |              |                |  |              |  |                   |
| 2008 |                 | 154e          |                      |                |                  |                 |                      |             |              |                |  |              |  |                   |